# Modern creative
Modern creative is de term de gebruikt wordt voor een moderne jazzstijl die invloeden uit oude jazzmuziek (bop en freejazz) vermengt met eigentijdse muziek (rock, funk, pop).
Bekende moderncreativemuzikanten zijn onder meer: Don Byron, Abdullah Ibrahim, Paul Bley, Theo Jörgensmann, Christian Lillinger, Chris Speed, James Carter, David Murray, Fred Anderson, Matthew Ship, Sean Bergin, Michael Moore en Joe Vanenkhuizen.